# 프린세스 로열 샬럿
프린세스 로열 샬럿(영어: Charlotte, Princess Royal, 1766년 9월 29일 ~ 1828년 10월 5일)은 뷔르템베르크 왕국의 프리드리히 국왕의 왕비이다. 그레이트브리튼 아일랜드 연합왕국의 왕 조지 3세와 조피 샤를로테 왕비의 장녀로 태어나 프린세스 로열의 지위가 확보되었다. 조지 4세와 윌리엄 4세의 여동생이다. 빅토리아 여왕의 큰고모이다.